# Данчулович, Томислав
Томислав Данчулович (хорв. Tomislav Dančulović, род. 15 июня 1980, Риека) — хорватский шоссейный велогонщик.

## Карьера
В 2001 году принял участие в Средиземноморских играх. На них выступил в групповой гонке.
Участник чемпионата мира в категории U23 2001 и 2002 годов и среди элиты 2007 и 2011 годов. Участник чемпионата Европы в категории U23.
Многократный чемпион Хорватии в групповой гонке.

## Достижения
2003
2-й на Чемпионат Хорватии — индивидуальная гонка
2004
 Чемпион Хорватии — групповая гонка
3-й на Дороги короля Николы
3-й на Гран-при Триберг-им-Шварцвальда
2006
Рона — Альпы Изер Тур
3-й на Gran Premio Folignano
2007
 Чемпион Хорватии — групповая гонка
Гран-при Фелино
Гара Чиклистика Монтаппоне
2008
 Чемпион Хорватии — групповая гонка
2009
Трофей Зсшди
2011
Гран-при Райффайзен
2-й на Тур Словакии
2-й на Чемпионат Хорватии — групповая гонка

## Рейтинги
| Год                 | 2005  | 2006  | 2007 | 2008  | 2009  | 2010  | 2011  |
| ------------------- | ----- | ----- | ---- | ----- | ----- | ----- | ----- |
| Европейский тур UCI | 475-й | 203-й | 98-й | 277-й | 332-й | -     | 86-й  |
| Азиатский тур UCI   | -     | -     | -    | -     | -     | 206-й | 104-й |
| Африканский тур UCI | -     | -     | -    | -     | -     | 102-й | -     |
|                     |       |       |      |       |       |       |       |
| Источник: UCI       |       |       |      |       |       |       |       |